# Lac Kitangiri
Le lac Kitangiri est un petit lac de Tanzanie qui possède une superficie d'environ 1 200 kilomètres carrés. Il se situe dans la région de Singida au sud-ouest d'un autre petit lac plus connu, légèrement plus grand, le lac Eyasi. Ses coordonnées géographiques sont 4° 4' 0" S et 34° 19' 0" E.

## Faune aquatique
Notamment au moins une espèce de poisson de la famille des cichlidae :
- Oreochromis amphimelas[3]

## Ressource alimentaire
Le Lac Kitangiri possède un faible taux de renouvellement de ses eaux pour un grand débit de sortie, de ce fait en résulte d'assez grandes variantes des ressources planctoniques et donc des poissons.